# Łysołaje
Łysołaje is een plaats in het Poolse district  Łęczyński, woiwodschap Lublin. De plaats maakt deel uit van de gemeente Milejów en telt 390 inwoners.